# Alan Brazil
Pour les articles homonymes, voir Brazil.

Alan Bernard Brazil (né le 15 juin 1959 à Glasgow) est un ancien footballeur (attaquant) écossais.
Il a joué à Ipswich Town de 1977 à 1983, remportant une coupe UEFA en 1981, et terminant deux fois vice-champion d'Angleterre, en 1981 et 1982. Transféré à Tottenham, il y gagne une deuxième coupe UEFA, en 1984. Il rejoint alors Manchester United, avec qui il remporte la FA Cup en 1985.
Brazil a porté également les couleurs de Coventry, Queens Park Rangers et Bury Town.
Il compte 13 sélections en équipe d'Écosse avec qui il a disputé la coupe du monde 1982 en Espagne.
À 30 ans, Brazil a mis un terme à sa carrière en raison d'une blessure au genou (elle était en pointillé depuis ses 27 ans et son départ de Manchester United). Il a entamé une carrière de journaliste et présentateur radio.